# Fehér megye természetvédelmi területeinek listája
Fehér megye természetvédelmi területeinek listája azokat a természetvédelmi területeket tartalmazza, amelyek a romániai Fehér megyében találhatóak, és országos jelentőségűnek minősülnek az 5/2000 számú törvény értelmében.
| Kód       | Kép | Magyar elnevezés                | Román elnevezés                               | Helység                            | IUCN- kategória | Típus                       | Terület (ha) |
| --------- | --- | ------------------------------- | --------------------------------------------- | ---------------------------------- | --------------- | --------------------------- | ------------ |
| RONPA018  |     | Kopasz Detonáta                 | Detunata Goală                                | Bucsony község                     | IV              | geológiai és botanikai      | 24           |
| RONPA019  |     | Vörös-szakadék                  | Râpa Roşie                                    | Szászsebes                         | III             | geológiai és botanikai      | 25           |
| RONPA020  |     | Fürtös Detonáta                 | Detunata Flocoasă                             | Bucsony község                     | IV              | botanikai és geológiai      | 5            |
| RONPA022  |     | Oul Arşiţei                     | Oul Arşiţei                                   | Toneatelep                         | III             | geológiai és tájképi        | 0,2          |
| RONPA024  |     | Grunzi-szikla                   | Stânca Grunzii                                | Bisztratelep                       | III             | geológiai                   | 0,2          |
| RONPA025  |     | Piatra Despicată                | Piatra Despicată                              | Verespatak község                  | III             | geológiai                   | 0,2          |
| RONPA026  |     | Víznyelő kékség                 | Vânătările Ponorului                          | Nagyponor község Szolcsva község   | IV              | vegyes                      | 5            |
| RONPA027  |     | Aranyosfői-jégbarlang           | Peştera Scărişoara                            | Felsőgirda község                  | IV              | szpeológiai                 | 1            |
| RONPA028  |     | Vertopi-jégbarlang              | Peştera Gheţarul de la Vârtop                 | Casa de Piatră                     | IV              | szpeológiai                 | 1            |
| RONPA029  |     | Remetei-sziklaszoros            | Cheile Râmeţului                              | Remetekolostor                     | IV              | vegyes                      | 40           |
| RONPA030  |     | A szolcsvai Búvópatak barlangja | Peştera Huda lui Papară                       | Búvópatak                          | IV              | szpeológiai                 | 4,5          |
| RONPA031  |     | Vidalyi vörösfenyő-rezervátum   | Laricetul de la Vidolm                        | Vidaly                             | IV              | botanikai                   | 44,2         |
| RONPA032  |     | Negrileasai nárciszmező         | Poiana cu narcise de la Negrileasa            | Valea Negrilesii                   | IV              | botanikai                   | 5            |
| RONPA033  |     | Molhaşurile Căpăţânei           | Molhaşurile Căpăţânei                         | Cheleteni                          | IV              | botanikai                   | 5            |
| RONPA034  |     | Havasgyógyteksestyi nárciszmező | Poienile cu narcise de la Tecşeşti            | Havasgyógyteksesty                 | IV              | botanikai                   | 2            |
| RONPA035  |     | Şurianu-tó                      | Iezerul Şurianul                              | Kudzsir                            | IV              | vegyes                      | 20           |
| RONPA036  |     | Kisompolyi mészkősziklák        | Calcarele de la Ampoiţa                       | Kisompoly                          | IV              | botanikai és geológiai      | 10           |
| RONPA037  |     | Havasgáldi-szoros               | Cheile Întregalde                             | Modolești                          | IV              | vegyes                      | 25           |
| RONPA038  |     | Kőköz                           | Cheile Vălişoarei                             | Torockógyertyános                  | IV              | botanikai és geológiai      | 20           |
| RONPA039  |     | Szkerice-Bélavári mészkősziklák | Şesul Craiului - Scăriţa-Belioara             | Felsőpodsága                       | IV              | geológiai és botanikai      | 47,7         |
| RONPA040  |     | Tótfalud–Hollókői mészkősziklák | Calcarele cu orbitoline de la Piatra Corbului | Tótfalud                           | IV              | geológiai                   | 0,1          |
| RONPA041  |     | Alsóvidrai Csigadomb            | Dealul cu Melci                               | Alsóvidra                          | IV              | paleontológiai              | 4,3          |
| RONPA042  |     | Bobi-patak                      | Pârâul Bobii                                  | Felsőorbó                          | IV              | paleontológiai              | 1,5          |
| RONPA043  |     | Valea Mică mészkősziklák        | Calcarele de la Valea Mică                    | Valea Mică                         | IV              | geológiai                   | 1            |
| RONPA044  |     | Nagyenyedi Szabad-erdő          | Pădurea Sloboda                               | Nagyenyed                          | IV              | botanikai                   | 20           |
| RONPA045  |     | Igeni-tó                        | Iezerul Ighiel                                | Igenpataka                         | IV              | vegyes                      | 20           |
| RONPA046  |     | Feneketlen-tó                   | Tăul fără fund de la Băgău                    | Magyarbagó                         | IV              | vegyes                      | 7,4          |
| RONPA047  |     | Girdai-szoros                   | Cheile Gârdişoarei                            | Alsógirda és Casa de Piatră között | IV              | vegyes                      | 15           |
| RONPA048  |     | Ördöngös-szoros                 | Cheile Ordâncuşei                             | Felsőgirda község                  | IV              | geológiai                   | 10           |
| RONPA049  |     | Fehérvölgyi-szoros              | Cheile Albacului                              | Fehérvölgy                         | IV              | geológiai                   | 35           |
| RONPA050  |     | Halál-völgyi szoros             | Cheile Văii Morilor                           | Aranyosponor                       | IV              | vegyes                      | 30           |
| RONPA051  |     | Podságai-szoros                 | Cheile Poşăgii                                | Alsópodsága és Felsőpodsága között | IV              | vegyes                      | 10           |
| RONPA052  |     | Runki-szoros                    | Cheile Runcului                               | Aranyosronk és Lunkalárga között   | IV              | vegyes                      | 20           |
| RONPA053  |     | Pociovalişte-szoros             | Cheile Pociovaliştei                          | Aranyosronk                        | IV              | vegyes                      | 25           |
| RONPA054  |     | Glódi-szoros                    | Cheile Glodului                               | Nagyalmás község                   | IV              | geológiai                   | 20           |
| RONPA055  |     | Csöbi-szoros                    | Cheile Cibului                                | Tyeja                              | IV              | geológiai                   | 15           |
| RONPA056  |     | Fenesi-szoros                   | Cheile Caprei                                 | Fenes                              | IV              | botanikai és geológiai      | 15           |
| RONPA057  |     | Kisompoly-szoros                | Cheile Ampoiţei                               | Lunkatanya                         | IV              | vegyes                      | 15           |
| RONPA058  |     | Csáklya-szoros                  | Cheile Văii Cetii                             | Csáklya                            | IV              | vegyes                      | 10           |
| RONPA059  |     | Gáldi- és Török-szoros          | Cheile Găldiţei şi Turcului                   | Havasgáld és Nekrilesti között     | IV              | vegyes                      | 80           |
| RONPA060  |     | Vércsorog-vízesés               | Cascada Vârciorog                             | Lepus község                       | IV              | geológiai és tájképi        | 5            |
| RONPA061  |     | Pisoaia-vízesés                 | Cascada Pişoaia                               | Alsóvidra község                   | IV              | geológiai és tájképi        | 5            |
| RONPA062  |     | Csáklyakő                       | Piatra Cetii                                  | Havasgáld község                   | IV              | geológiai és tájképi        | 75           |
| RONPA063  |     | Prigoana-rét                    | Luncile Prigoanei                             | Sugág község                       | IV              | vegyes                      | 15           |
| RONPA064  |     | Bulbuci-mészkőszirt             | Piatra Bulbuci                                | Fenes                              | IV              | geológiai és geomorfológiai | 3            |
| RONPA065  |     | Tomi-kő                         | Piatra Tomii                                  | Bulbuk                             | IV              | geológiai                   | 1            |
| RONPA066  |     | Piatra Varului                  | Piatra Varului                                | Metesd                             | III             | geológiai                   | 1            |
| RONPA067  |     | Ökörkő                          | Piatra Boului                                 | Kisompoly                          | III             | geológiai                   | 0,6          |
| RONPA 068 |     | Pojána-kő                       | Piatra Poienii                                | Igenpataka                         | IV              | geológiai                   | 1            |
| RONPA069  |     | Grohotis-csúcs                  | Piatra Grohotişului                           | Igenpataka                         | IV              | geológiai                   | 5            |
| RONPA070  |     | Piátra Bulzi                    | Bulzul Gălzii                                 | Poiana Galdei                      | IV              | geológiai                   | 3            |
| RONPA071  |     | Gáldi-szoros                    | Cheile Gălzii                                 | Felsőgáld és Poiana Galdei között  | IV              | vegyes                      | 3            |
| RONPA072  |     | Havasgyógyteksestyi-szoros      | Cheile Tecşeştilor                            | Havasgáld község                   | IV              | geológiai és tájképi        | 5            |
| RONPA073  |     | Pravului-szoros                 | Cheile Pravului                               | Remeteiszoros                      | IV              | geológiai                   | 3            |
| RONPA074  |     | Piatra Bălţii szoros            | Cheile Piatra Bălţii                          | Remeteiszoros                      | IV              | geológiai                   | 2            |
| RONPA075  |     | Kisgyógypataki-szoros           | Cheile Geogelului                             | Nagyponor község                   | IV              | geológiai                   | 5            |
| RONPA076  |     | Plaiului-szurdok                | Cheile Plaiului                               | Bedellő                            | IV              | geológiai                   | 2            |
| RONPA077  |     | Hoanca Urzicarului-zsomboly     | Avenul din Hoanca Urzicarului                 | Verespatak község                  | III             | szpeológiai                 | 1            |
| RONPA078  |     | Kis-Kojba                       | Peştera Coiba Mică                            | Casa de Piatră                     | IV              | szpeológiai                 | 1            |
| RONPA079  |     | Nagy-Kojba                      | Peştera Coiba Mică                            | Casa de Piatră                     | IV              | szpeológiai                 | 0,5          |
| RONPA080  |     | Vârtopaşu-barlang               | Peştera Vârtopaşu                             | Casa de Piatră                     | IV              | szpeológiai                 | 1            |
| RONPA081  |     | Vak-barlangja                   | Huda Orbului                                  | Casa de Piatră                     | IV              | szpeológiai                 | 1            |
| RONPA082  |     | Hodobana-barlang                | Peştera Hodobana                              | Hodobana                           | IV              | szpeológiai                 | 1            |
| RONPA083  |     | Hodobanai kétbejáratú barlang   | Avenul cu două intrări                        | Hodobana                           | IV              | szpeológiai                 | 1            |
| RONPA084  |     | Tőz-vízkelet                    | Izbucul Tăuzului                              | Hodobana, Lepus község             | III             | geológiai                   | 1            |
| RONPA085  |     | Hoanca Apei barlang             | Peştera de la Hoanca Apei                     | Felsőgirda község                  | IV              | szpeológiai                 | 1            |
| RONPA086  |     | Tău-barlang                     | Avenul de la Tău                              | Felsőgirda község                  | IV              | szpeológiai                 | 1            |
| RONPA087  |     | Hév-Párkány-zsomboly            | Peştera Pojarul Poliţei                       | Felsőgirda község                  | IV              | szpeológiai                 | 1            |
| RONPA088  |     | Fennsíki-zsomboly               | Avenul din Şesuri                             | Verespatak község                  | IV              | szpeológiai                 | 1            |
| RONPA089  |     | Poliței-vízkelet                | Izbucul Poliţei                               | Felsőgirda község                  | IV              | szpeológiai                 | 0,2          |
| RONPA090  |     | Jó-szárnyék-vízkelet            | Izbucul Coteţul Dobreştilor                   | Felsőgirda község                  | IV              | szpeológiai                 | 0,2          |
| RONPA091  |     | Zgurestyi-jégbarlang            | Peştera-aven gheţarul de sub Zgurăşti         | Felsőgirda község                  | IV              | szpeológiai                 | 1            |
| RONPA092  |     | János-kapu barlangja            | Peştera Poarta lui Ionele                     | Felsőgirda község                  | IV              | szpeológiai                 | 7,36         |
| RONPA093  |     | Peretele Dârninii barlang       | Peştera din Peretele Dârninii                 | Mătișești                          | IV              | szpeológiai                 | 1            |
| RONPA094  |     | Mătişeşti-vízkelet              | Izbucul Mătişeşti                             | Mătișești                          | III             | vegyes                      | 1            |
| RONPA095  |     | Lucsia-barlang                  | Peşterile Lucia                               | Aranyosszohodol község             | IV              | szpeológiai                 | 1            |
| RONPA096  |     | Bedellői-barlang                | Peştera de la Groşi                           | Búvópatak                          | IV              | szpeológiai                 | 1            |
| RONPA097  |     | Mândruţiului-szoros             | Cheile Mândruţiului                           | Aranyosfő község                   | IV              | szpeológiai                 | 3,5          |
| RONPA098  |     | Szilas-szurdok                  | Cheile Siloşului                              | Torockószentgyörgy                 | IV              | geológiai                   | 3            |
| RONPA099  |     | Monostor-szoros                 | Cheile Mănăstirii                             | Remetekolostor, Facapetri          | IV              | vegyes                      | 150          |
| RONPA100  |     | Verespataki Hollókő             | Piatra Corbului                               | Verespatak                         | III             | vegyes                      | 5            |

## Fordítás
Ez a szócikk részben vagy egészben  a   Lista rezervaţiilor naturale din judeţul Alba című román Wikipédia-szócikk ezen változatának fordításán alapul.  Az eredeti cikk szerkesztőit annak laptörténete sorolja fel. Ez a jelzés csupán a megfogalmazás eredetét és a szerzői jogokat jelzi, nem szolgál a cikkben szereplő információk forrásmegjelöléseként.